# Alex Bavelas
Alexander Bavelas (Chicopee, Massachusetts, 26 de diciembre de 1913-Sidney, Columbia Británica, 16 de agosto de 1993), más conocido como Alex Bavelas, fue un psicosociólogo estadounidense, conocido en el área de análisis de redes sociales por iniciar el estudio formal de la centralidad en 1948, y por instalar las ideas de la medida de cercanía.

## Familia
Tuvo dos hijos, David y Catherine, quienes a su vez dejaron descendencia.

## Estudios
Bavelas estudió en la Universidad de Iowa y obtuvo en 1948 su doctorado en Psicología en el Instituto de Tecnología de Massachusetts, con una tesis titulada Some mathematical properties of psychological space.

## Carrera
Fue catedrático en el Instituto de Tecnología de Massachusetts. Posteriormente se fue a vivir a Canadá, donde fue catedrático de la Universidad de Victoria.